# Kudos - Tutto passa dal web
Kudos - Tutto passa dal web è un programma televisivo italiano in onda su Rai 4 in seconda serata a partire da lunedì 8 maggio 2017 per 8 settimane. La seconda stagione del programma va in onda il giovedì a partire dal 14 settembre dello stesso anno.

## Il programma
La conduzione è affidata a Giulia Arena e Valerio Scanu (che dalla seconda stagione prende il posto di Leonardo Decarli), affiancati dalla giornalista Diletta Parlangeli. La redazione del programma, composta da Frizzo, Matteo Mizzoni e Alessandro Mastrantonio, è una squadra di millennials che interagisce con i conduttori e interviene a più riprese per fornire curiosità, aggiornamenti e dettagli relativi ai temi trattati.
Inoltre in studio sono presenti personalità del mondo del web che possono intervenire liberamente e diversi ospiti a puntata, con la presenza fissa di Martina dell'Ombra.

## Edizioni
| Edizione | Conduzione                      | Co-conduzione      | Periodo           | Periodo          | Opinionista        | Canale |
| Edizione | Conduzione                      | Co-conduzione      | Inizio            | Fine             | Opinionista        | Canale |
| -------- | ------------------------------- | ------------------ | ----------------- | ---------------- | ------------------ | ------ |
| 1        | Giulia Arena e Leonardo Decarli | Diletta Parlangeli | 8 maggio 2017     | 3 luglio 2017    | N.D.               | Rai 4  |
| 2        | Giulia Arena e Valerio Scanu    | Diletta Parlangeli | 14 settembre 2017 | 16 novembre 2017 | Martina dell'Ombra | Rai 4  |

## Ospiti
- Giancarlo Magalli
- Valerio Scanu[7]
- Andrea Delogu
- Diego Passoni
- Maurizio Baiata
- Caterina Balivo
- Antonio Andrea Pinna
- Roberto Bertolini
- Eleonora Carisi
- Paolo Stella
- Peppe Vessicchio
- Gian Luca Comandini
- Franco Cimatti
- Enrico Melozzi
- Piotta
- Martina dell'Ombra
- Marta Suvi
- Matteo Amandola
- Massimiliano Dona
- Fabio Ghioni
- Fulvio Sarzana
- Fred De Palma
- Davide Bennato
- Matteo Monari
- Sergio Stivaletti
- Camilla Bistolfi
- Pablo Trincia
- Vera Gheno
- Osvaldo Supino
- Daniele Incicco
- Stella Pulpo
- Diana Del Bufalo
- Diego Banovaz
- Dario Latini
- Antonella Arpa
- Daniela Collu
- Maura Manca
- Enzo Mazza
- Michele Bravi[8]
- Emiliano Negri
- Elisa Maino
- Coez
- Michela Sizzi
- Dea Selvaggia
- Antonio Del Maestro
- Francesco Galati
- Marcello Ascani
- Stefano Guerrera
- Pierpaolo Episcopo
- Chiara Paradisi